# Выползово (Сокольский район)
Выползово — деревня в Сокольском районе Вологодской области на реке Глушица.
Входит в состав Пригородного сельского поселения, с точки зрения административно-территориального деления — в Пригородный сельсовет.
Расстояние по автодороге до районного центра Сокола — 13 км, до центра муниципального образования Литеги — 28 км. Ближайшие населённые пункты — Зубцово, Репное, Спасское.
По переписи 2002 года население — 1 человек.